# Eliana Alves Cruz
Eliana Alves Cruz, född 1966 i Rio de Janeiro i Brasilien, är en brasiliansk sportjournalist och författare.

## Biografi
Eliana Alves Cruz är dotter till en advokat och lärarinna, som barn tyckte hon mycket om att läsa och drömde om att bli journalist. 1989 tog hon examen i social kommunikation vid Rio de Janeiros federala universitet. Hon blev presschef för det brasilianska vattensportförbundet och bevakade tjugo världsmästerskap,  tio panamerikanska spel och tre olympiska spel.
2015 tog hon ett sabbatsår för att släktforska. Hon fann att hennes familj kom från yorubafolket i Nigeria på 1700-talet. Hennes förfäder kidnappade och såldes till slavhandlare och fördes över Atlanten till Salvador da Bahia, som var Brasiliens dåvarande huvudstad. Alves Cruz började skriva romaner för att förstå sitt ursprung. Hon fann att nästan alla brasilianare har ett ursprung i Afrika, men de svarta diskrimineras och hindras att klättra socialt.

## Författarskap
Alves Cruz debuterade 2016 med romanen Àgua de Barrela (tvätterskornas vatten). Många portugisiska slavskepp anlände till hamnen i Rio de Janeiro. Slavar som inte såldes till plantageägare hamnade i kåkstäder nära den gamla kajen Valongo. Slavkvinnorna tvättade för att överleva. Alves Cruz skrev ännu en historisk roman O Crime do Cais do Volango (Brottet vid Volangokajen). Huvudpersonen är en slavkvinna från Moçambique som kämpar för sin överlevnad i kåkstaden nära hamnen.